# ولی‌کند
ولی‌کند (به لاتین: Velikent) یک منطقهٔ مسکونی در روسیه است که در داغستان واقع شده‌است.